# Temora stylifera
Temora stylifera är en kräftdjursart som först beskrevs av James Dwight Dana 1849.  Temora stylifera ingår i släktet Temora och familjen Temoridae. Inga underarter finns listade i Catalogue of Life.